# 什利亞赫 (奧斯特羅赫區)
50°23′34″N 26°20′48″E / 50.39278°N 26.34667°E
什利亞赫（烏克蘭語：Шлях），是烏克蘭西北部的村莊，隸屬里夫內州的里夫內區。該村面積0.41平方公里，海拔高度263米，2001年人口86，人口密度每平方公里208.2人。